# Dysphania chilensis
Dysphania chilensis är en amarantväxtart som först beskrevs av Heinrich Adolph Schrader och som fick sitt nu gällande namn av Sergej Mosyakin och Steven Earl Clemants. 
Dysphania chilensis ingår i släktet doftmållor och familjen amarantväxter. Inga underarter finns listade i Catalogue of Life.